# Naranbulag
Naranbulag (mongoliska: Наранбулаг, Наранбулаг Сум) är ett distrikt i Mongoliet.   Det ligger i provinsen Uvs, i den västra delen av landet, 1 100 km väster om huvudstaden Ulaanbaatar.